# Montrose Village
Montrose Village es una villa de Trinidad y Tobago, que forma parte del borough de Chaguanas.

## Geografía
La villa abarca parte de la isla Trinidad y limita al norte con Lange Park, Lendore Village y Enterprise, al sur con Carlsen Field y Edinburgh 500, al este con Enterprise y Longdenville y al oeste con Chaguanas y Edinburgh Gardens.

## Demografía
Datos demográficos de la villa de Montrose Village:
| Gráfica de evolución demográfica de Montrose Village entre 2000 y 2011 |
|                                                                        |